# نافورة الأنهار الأربعة

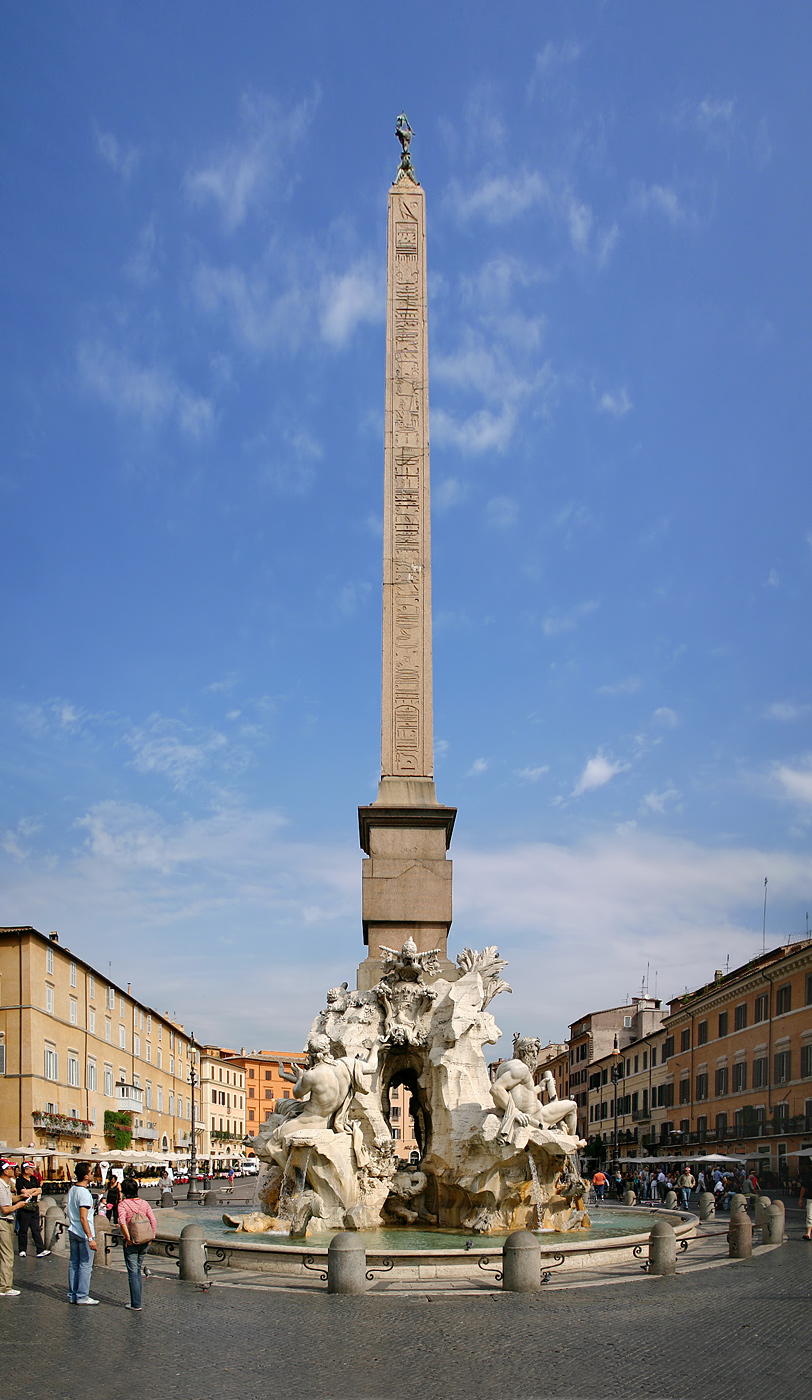
نافورة الأنهار الأربعة.

نافورة الأنهار الأربعة هي نافورة ماء شهيرة في رومة، وضع تصميمها الفنان الإيطالي جيوفاني برنيني في ما بين عام 1648 وعام 1651 م.